# A Time of Changes - Phase 1
| Recensione | Giudizio |
| ---------- | -------- |
| AllMusic   | [ 1 ]    |

A Time of Changes - Phase 1 è una compilation del gruppo heavy metal Blitzkrieg pubblicato nel 2003 dalla Sanctuary Records.
L'album raccoglie tutto il materiale registrato dalla band tra il 1980 e il 1985. Il primo disco include l'album A Time of Changes, il demo del 1980, il singolo Buried Alive ed un promo della Neat. Il secondo disco include il demo Blitzed Alive del 1981 più otto tracce, tra cui alcuni inediti, incise durante le prove per il loro primo LP che sarebbe dovuto uscire tra il 1981 e il 1982.

## Tracce

### Disco 1
A Time of Changes (Album, 1985)
1. Ragnarok (Instrumental Inferno) – 1:45 (musica: Ross, Sirotto, Boddy, Jones)
2. Inferno – 4:30 (Sirotto, Jones, Smith)
3. Blitzkrieg – 3:21 (Jones, Smith, Sirotto)
4. Pull the Trigger (cover dei Satan[2]) – 5:25
5. Armageddon – 6:16 (Ross, Sirotto)
6. Take a Look Around – 4:14 (Ross, Sirotto)
7. Hell to Pay – 4:44 (Ross, Sirotto)
8. Vikings – 4:03 (Ross, Sirotto)
9. A Time of Changes – 6:24 (Ross, Sirotto)
10. Saviour – 3:38 (Ross, Sirotto)

Demo Tape (Blitz, 1980)
1. Blitzkrieg – 3:43
2. Inferno – 4:42
3. Armageddon – 6:16

Buried Alive Single (Neat 10, 1981)
1. Buried Alive – 3:33 (Jones, Smith, Sirotto)
2. Blitzkrieg – 3:48

Lead Weight (NEAT sempler, 1981)
1. Inferno – 5:32

### Disco 2
Blitzed Alive Cassette (Blitz 02, 1981)
1. Intro – 0:44 (musica: Sirotto)
2. Inferno – 5:03
3. Take a Look Around – 4:25
4. Armageddon – 6:26
5. Blitzkrieg – 3:46
6. Highway Star (cover dei Deep Purple[2]) – 3:45
7. Saviour – 5:30

Unreleased Tracks
1. Calming the Savage Beast – 5:03 (Ross, Sirotto, Jones)
2. Santa – 3:48 (Sirotto, Jones, Ross)
3. Buried Alive – 3:28
4. Vikings – 3:47
5. Too Wild to Tame – 2:53 (Mick Moore)
6. Hell to Pay – 5:28
7. A Time of Changes – 8:11
8. Tocatta (J.S. Bach arrangiamento di Sirotto)[3]) – 5:51
9. Sweeney/Rock & Roll (medley: sigla L'ispettore Regan e cover dei Led Zeppelin[3]) – 6:47

## Formazione
- Brian Ross - voce (1980-1985)
- Jim Sirotto (accreditato come Sieroto) - chitarra (1980-1985)
- Ian Jones - chitarra (1980-1981)
- Mick Proctor - chitarra (1981-1985)
- Steve English  - basso (1980-1981)
- Mick Moore - basso (1981-1985)
- Steve Abbey  - batteria (1980-1981)
- Sean Taylor - batteria (1981-1985)